# Włoskie Lotnicze Siły Współwalczące

Znak rozpoznawczy samolotów Włoskich Lotniczych Sił Współwalczących, podobny do oznaczeń włoskich samolotów wojskowych z czasów I wojny światowej i współczesnych Włoskich Sił Powietrznych

Włoskie Lotnicze Siły Współwalczące (wł. Aviazione Cobelligerante Italiana – ACI, ang. Italian Co-Belligerent Air Force) – włoskie jednostki lotnicze zorganizowane w 1943 roku do wspólnej walki z u boku aliantów przeciwko Niemcom.
Po zawarciu w dniu 8 września 1943 roku przez włoski rząd marszałka Pietra Badoglia rozejmu z aliantami wszystkie samoloty Regia Aeronautica otrzymały rozkaz przelotu na lotniska zajęte przez Sprzymierzonych i oddania się do niewoli. Zdołało to uczynić tylko 203 samoloty różnych typów, poza tym około 250 przejęli alianci na zajętych przez siebie lotniskach. Tylko połowa z nich nadawała się do czynnej służby. Jeszcze we wrześniu 1943 roku rozpoczęto rozmowy mające na celu organizację RA jako sojuszniczych sił zbrojnych. Uzgodniono także sposób oznakowania włoskich samolotów: czerwono-biało-zielone kręgi na obu stronach skrzydeł i kadłuba, zmieniające dawne oznakowania faszystowskie. Po formalnym wypowiedzeniu przez Włochy wojny III Rzeszy (13 października 1943 roku) rozpoczęła się nowa służba bojowa ACI.
Pod koniec 1943 roku Aviazione Cobelligerante Italiana posiadała w zorganizowanych jednostkach 281 samolotów w ramach trzech specjalności lotniczych: myśliwców, bombowo–transportowej oraz lotnictwa morskiego. W miarę wykruszania się sprzętu produkcji włoskiej, alianci przekazywali nowym sojusznikom swoje samoloty, m.in.: myśliwce Supermarine Spitfire i Bell P-39 Airacobra i bombowce Martin Baltimore.
Główny wysiłek bojowy ACI skierowany został na Bałkany, aby uniknąć sytuacji bratobójczej walki pomiędzy pilotami włoskimi walczącymi u boku Aliantów i w siłach lotniczych RSI. Jednostki włoskie wspomagały partyzantów Tity, dostarczały im zaopatrzenie, atakowały siły niemieckie w Jugosławii i Albanii. Ostatni lot bojowy samolotów Regia Aeronautica w czasie II wojny światowej miał miejsce 5 maja 1945 roku nad Zagrzebiem. Ogółem piloci włoscy walczący po stronie Aliantów wykonali w ciągu 18 miesięcy ponad 11 000 lotów, głównie transportowych, eskortowych i rozpoznawczych.